# Oust (Ariège)
Oust (Okzitanisch: Ost) ist eine französische Gemeinde mit 574 Einwohnern (Stand: 1. Januar 2022) im Département Ariège in der Region Okzitanien; sie gehört zum Arrondissement Saint-Girons, zum Gemeindeverband Couserans-Pyrénées und zum Kanton Couserans Est. Die Einwohner werden Oustois/Oustoises genannt.

## Geografie
Oust liegt rund 83 Kilometer südsüdwestlich der Stadt Toulouse im Westen des Départements Ariège. Die Gemeinde besteht aus den Dörfern Oust und Vic d’Oust, zahlreichen Weilern und Streusiedlungen sowie Einzelgehöften. Beide Dörfer liegen am Fluss Garbet. Durch die Gemeinde fließt zudem der Fluss Salat in nördlicher Richtung und bildet die westliche Gemeindegrenze. Der unterste Abschnitt des Vallée du Garbet ist Teil der Gemeinde. Oust liegt innerhalb des Regionalen Naturparks Pyrénées Ariégeoises. Weite Teile der Gemeinde sind Bergland und bewaldet. Höchster Punkt ist der Tuc de La Goulauze im Südosten der Gemeinde. Verkehrstechnisch liegt die Gemeinde an der D3 und der D32.
Umgeben wird Oust von den Nachbargemeinden Soueix-Rogalle im Nordwesten und Norden, Soulan im Nordosten, Ercé im Osten, Ustou im Süden und Seix im Westen.     

## Geschichte
Eine Besiedlung in gallo-römischer Zeit ist aufgrund der Ortsnamen Vic (lateinisch Vicus) und Oust (lateinisch Augustus oder keltisch Ustou) wahrscheinlich. Im 8. Jahrhundert wurde der Ort von den Sarrazenen geplündert und zerstört. Im Mittelalter lag der Ort innerhalb der Provinz Couserans, die wiederum ein Teil der Provinz Gascogne war. Die Gemeinde gehörte von 1793 bis 1801 zum District Saint-Girons. Zudem war Oust von 1793 bis 2015 Hauptort des Kantons Oust. Die Gemeinde ist seit 1801 dem Arrondissement Saint-Girons zugeteilt. Oust entstand in seiner heutigen Form 1969 durch die Vereinigung von Oust (1968: 410 Einwohner) und Vic (1968: 31 Einwohner).

## Bevölkerungsentwicklung
| Jahr                                                | 1962 | 1968 | 1975 | 1982 | 1990 | 1999 | 2006 | 2019 |
| Einwohner                                           | 462  | 441  | 581  | 503  | 449  | 515  | 530  | 555  |
| Quellen: Cassini und INSEE; heutiges Gemeindegebiet |      |      |      |      |      |      |      |      |

## Sehenswürdigkeiten
- Überreste von Schloss Chàteau de Mirabat
- Herrenhaus Manoir de Roquemaurel aus dem 16. Jahrhundert in Vic d’Oust
- Kirche Saint-Barthélemy aus dem 19. Jahrhundert in Oust (mit Reliquien aus dem 16. Jahrhundert)
- Kirche Notre-Dame aus dem 12. Jahrhundert in Vic d’Oust, seit 1921 ein Monument historique[1]
- Wegkreuz aus dem Jahr 1641 nahe der Dorfkirche von Vic d’Oust, seit 1950 ein Monument historique[2]
- Kapelle Notre-Dame du Puech in Le Puech aus dem Jahr 1860
- Kalvarienberg aus dem Jahr 1913
- Denkmal für die Gefallenen in Vic d’Oust[3]
- Gedenkplatte für die Gefallenen in Oust[4]
- zwei weitere Wegkreuze in Oust und Vic d’Oust
- Steinbrücke über den Garbet